# Артезунат/амодиахін
Артезунет/амодиахін(артізенет/амодіахін, Camoquin) — комбінований препарат, що використовується для лікування малярії. Це поєднання артізенету та амодиахіну з фіксованою дозою. Зокрема, це рекомендується при гострій неускладненій малярії плазмодію фальципаруму. Приймається всередину.
Поширені побічні ефекти включають втрату апетиту, нудоту, біль у животі, сонливість, проблеми зі сном та кашель. Безпека при вагітності незрозуміла; однак ліки можна використовувати, якщо інші можливості небезпечні. Вважається, що препарат безпечний для використання під час годування грудьми. Артізанет та амодиахін є протималярійними ліками; проте діють різними механізмами.
Артізанет-амодиахін був випущений в продаж у 2007 році. Він входить до списку основних лікарських засобів Всесвітньої організації охорони здоров'я, Національного переліку основних лікарських засобів. Артізанет-амодиахін доступний як дженерик(загальний препарат). Станом на 2014 рік він не доступний у продажу в США чи Великій Британії.

## Медичне використання
Ранні клінічні випробування показали, що дозування один раз на день було ефективно. Згодом клінічно було продемонстровано, що він однаково ефективний, як артеметер-люмефантрин хоча, ймовірно, він буде більш ефективним у польових умовах завдяки більш простому дозуванню один раз на день порівняно з дозуванням артеметер-люмефантрин двічі на день.

## Суспільство та культура
Артізанет-амодиахін був випущений в продаж у 2007 році як доступне лікування малярії, розроблене DNDi у партнерстві з Sanofi-Aventis. ASAQ було передано команді з управління доступом та продуктами MMV у травні 2015 року.

## Синоніми
ASAQ, Camoquin, Артізенет/амодіахін